# Dolmen de la Graou

Dolmen de la Graou – von Südwesten gesehen

Der Dolmen de la Graou (auch Dolmen de la Grau) liegt einige Dutzend Meter von der Kreuzung der Straße nach Saint-Cézaire-Cabris und der Zufahrt zur Höhle von Saint-Cézaire entfernt in einem lichten Wald neben einer Fabrik in Saint-Cézaire-sur-Siagne im Département Alpes-Maritimes in Frankreich. Der Dolmen wurde 1866 von Bourguignat entdeckt. Dolmen ist in Frankreich der Oberbegriff für neolithische Megalithanlagen aller Art (siehe: Französische Nomenklatur).
Der Nord-Süd orientierte Dolmen simple liegt in der Mitte eines teilweise erhaltenen Cairns von etwa 16 m Durchmesser. Er besteht aus einer trapezoiden Kammer von etwa 1,9 m Länge und 1,5 m maximaler Breite, aus Orthostaten im Osten, Süden und Norden und zwei Frontplatten (1,85 m und 1,35 m lang) beiderseits des etwa 1,15 m breiten Zugangs. Davor liegen die niedrigen Reste eines 2,15 m langen, in etwa runden Gangteils.
Der Dolmen ist seit 1889 als Monument historique eingestuft.
Im Ort befinden sich auch die Megalithanlagen von Mauvans sud, der Dolmen de Lou Serre Dinguille, die Dolmen von Colbas 1 + 2 und der Dolmen des Puades.